# Ursula Arnold (Fotografin)
Ursula Arnold (* 10. März 1929 in Gera; † 24. Mai 2012 in Berlin) war eine deutsche Fotografin.

## Leben und Wirken
Ursula Arnold, deren Vater schon Fotograf war, studierte Fotografie an der Hochschule für Grafik und Buchkunst in Leipzig. Der Versuch einer Tätigkeit als freiberufliche Fotografin scheiterte. 1956 zog Arnold nach Ost-Berlin und arbeitete als Kamerafrau in der Abteilung „Dramatische Kunst“ beim Deutschen Fernsehfunk. An freien Tagen fotografierte sie weiter.

## Rezeption
Ihr photographisches Œuvre wurde entscheidend von ihrer kritischen Betrachtung der DDR-Wirklichkeit beeinflusst. In der DDR war die Photographie oft ein Mittel politischer Erziehung. Oppositionelle Standpunkte, die dem offiziellen, staatskonformen Blick ein anderes Bild entgegenstellten, wurden abgelehnt. Ursula Arnold zählte zu jenen Künstlern, die sich nicht einbinden ließen. Franziska Schmidt schrieb im Katalog zu der der Künstlerin gewidmeten Ausstellung in der Berlinischen Galerie: „[Ihre Bilder] zeigen die leisen und verborgenen Seiten des Lebens, in dem der Mensch allein mit sich selbst und den alltäglichen Sorgen ist. Ihre Bilder sind Ausdruck der Diskrepanz zwischen der propagierten ideologischen Darstellung des optimistischen Menschen als kämpferischer Held des Sozialismus und den herrschenden Verhältnissen.“ In den Worten der Künstlerin: „Meine Sympathie gehört denen, die nicht zu den Herrschenden gehören. Ich möchte im Alltäglichen das Besondere und das Einfache suchen, Nuancen sammeln, die Leben ausdrücken … in der Anonymität das Verwandte treffen.“
Ein zentrales Motiv ihrer hauptsächlich in Leipzig und Berlin entstandenen realistischen Bilder sind Menschen in städtischer Umgebung. So entstanden bedeutende Bilder vom Prenzlauer Berg der 1980er Jahre. Von 1990 bis 1994 fotografierte Arnold nurmehr Landschaften im Berliner Umland.
Zusammen mit Evelyn Richter und Arno Fischer gehört sie zu bedeutenden Vertretern ihrer in der DDR tätigen Fotografengeneration. Arnold war Mitglied der Gruppe „action fotografie“, der auch Roger und Renate Rössing, F. O. Bernstein, Günter Rössler und Volkmar Jaeger angehörten.
Arbeiten Ursula Arnolds befinden sich u. a. in der Berlinischen Galerie.

## Auszeichnungen
2002 Hannah-Höch-Preis

## Filmografie
- 1960: Fernsehpitaval: Der Fall Hugo Stinnes jr. (Fernsehreihe)
- 1961: Fernsehpitaval: Der Fall Denke
- 1966: Die Jagdgesellschaft (Fernsehfilm)
- 1979: Pinselheinrich (Fernsehfilm)

## Ausstellungen

### Einzelausstellungen
- 2000 – 2001 Belle Tristesse - Ursula Arnold, Das Verborgene Museum, Berlin
- 2001: Ursula Arnold: Belle Tristesse - Fotografien, Kunsthalle Erfurt - Haus zum Roten Ochsen, Erfurt
- 2002: Ursula Arnold – Hannah-Höch-Preis 2002, Neuer Berliner Kunstverein[6]
- 2009: Ursula Arnold, Kunststiftung Poll, Berlin[7]

### Gruppenausstellungen
- 2010: Eros und Stasi – Ostdeutsche Fotografie Sammlung Gabriele König. Ludwig Forum, Aachen[8]
- 2011: Leipzig – Fotografie seit 1839. Abteilung 1918–1961, Stadtgeschichtliches Museum Leipzig[9]
- 2013 Künstlerinnen im Dialog, Das Verborgene Museum, Berlin[10]
- 2014 Künstlerinnen im Dialog, Das verborgene Museum, Berlin[11]
- 2016 Gehaltene Zeit. Ursula Arnold, Arno Fischer, Evelyn Richter, Museum der bildenden Künste, Leipzig. Katalog.[12]

## Publikationen
- Ursula Arnold; Franziska Schmidt; T.O. Immisch/ Staatliche Galerie Moritzburg (Hrsg.)Ursula Arnold - Belle Tristesse. Photographien, Ausstellungskatalog, ex pose Verlag, Berlin 2000
- Ulrich Domröse; Alexander Tolnay: Ursula Arnold – Fotografien 1954–1990. Ausstellungskatalog, Neuer Berliner Kunstverein, Berlin 2002.